# Solanum argenteum
Solanum argenteum es una especie de planta fanerógama perteneciente a la familia Solanaceae.

## Descripción
Es un arbusto qhue alcanza un tamaño de 7 m de altura; con ramitas delgadas. Las hojas de 20 cm de largo, ovadas, acuminadas apical, basal redondeada, glabras encima, debajo  con  pelos atestadas; pecíolos de 1 cm de largo. La inflorescencia es un corimbo congestionado, pequeño erecto, casi terminal o  lateral o enfrente de las hojas, con delgado pedúnculo de 10 cm de largo. Las frutas de 6-8 mm de ancho, glabras, negras en la maduración.

## Taxonomía
Solanum argenteum fue descrita por Michel Félix Dunal y publicado en Encyclopédie Méthodique. Botanique ... Supplément 3: 755. 1814.
Etimología
Solanum: nombre genérico que deriva del vocablo Latíno equivalente al Griego στρνχνος (strychnos) para designar el Solanum nigrum (la "Hierba mora") —y probablemente otras especies del género, incluida la berenjena— , ya empleado por Plinio el Viejo en su Historia naturalis (21, 177 y 27, 132) y, antes, por Aulus Cornelius Celsus en De Re Medica (II, 33). Podría ser relacionado con el Latín sol. -is, "el sol", debido a que la planta sería propia de sitios algo soleados.
argenteum: epíteto latino que significa "plateada".
Sinonimia
- Solanum celsum Standl. & C.V. Morton	[6]